# 扬·盖尔
扬·盖尔（丹麥語：Jan Gehl，1936年9月17日—）是一位丹麦建筑师及城市規劃師，致力于通过重新设计都市空间来提升人们的生活品质。

## 著作
- 《交往与空间》（中译本：中国建筑工业出版社，2002）
- 《新城市空间》（中译本：中国建筑工业出版社，2003）
- 《公共空间·公共生活——哥本哈根1996》（中译本：中国建筑工业出版社，2003）
- 《人性化的城市》（中译本：中国建筑工业出版社，2010）

## 荣誉
- 伊德拉（Edra）场地研究奖
- 帕特里克·阿伯克罗姆比（sir Patrick Abercrombie）奖，国际建筑师联盟颁发。
- 荣誉博士学位，爱丁堡的海里亚特一瓦特大学（Heriot-Watt）[1]。